# Momentum (finanza)
L'oscillatore momentum indica la forza del mercato misurando il tasso di variazione dei prezzi rispetto ai loro livelli effettivi. Questo concetto è fondamentale per tutta l'analisi tecnica basata sugli oscillatori.

## La formula
Il calcolo viene effettuato sui dati del passato, come per tutti gli oscillatori, registrando le continue variazioni di prezzo su intervalli di tempo prefissati. Per costruire la linea del momentum a cinque giorni occorre sottrarre all'ultimo prezzo segnato quello di chiusura di cinque sedute precedenti. La formula quindi sarà:
{\displaystyle M=V-V_{x}}
dove {\displaystyle V} è l'ultimo prezzo di chiusura e {\displaystyle V_{x}} è il prezzo di cinque giorni prima.

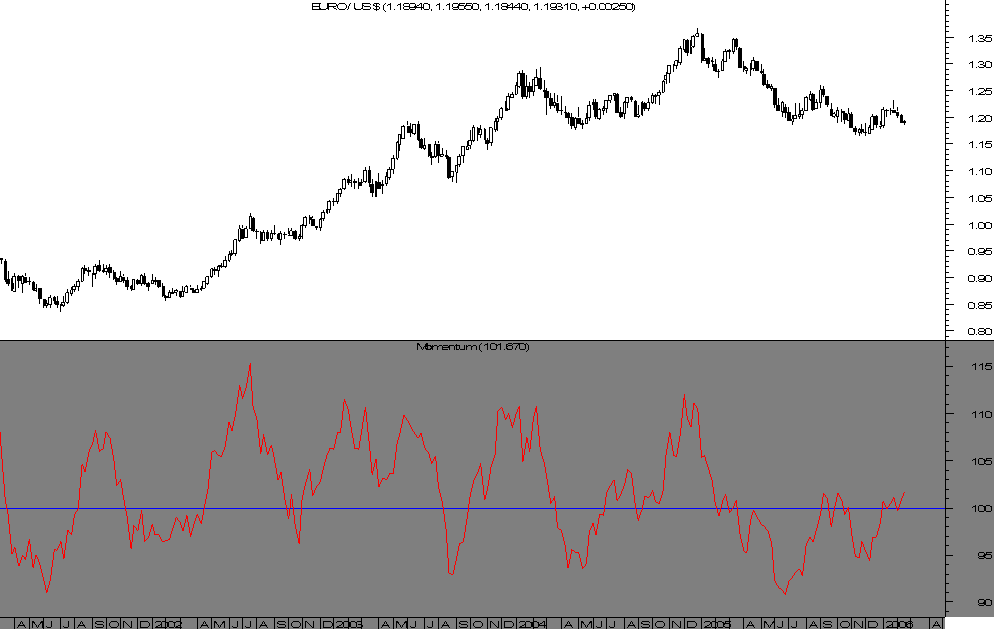
Grafico settimanale del cambio Euro/Dollaro con sotto l'oscillatore Momentum a 14 periodi

Un valore positivo di momentum indica un prezzo dell'ultima giornata superiore a quello di cinque giornate precedenti, viceversa un prezzo inferiore a quello della quinta giornata precedente avrà conseguentemente un valore di momentum negativo. In questo esempio è stato utilizzato come valore cinque periodi anche se nella realtà gli investitori tendono principalmente ad adoperare 10 o 14 giorni; ovviamente nessuno vieta di utilizzare periodi differenti che genereranno segnali allo stesso modo. Va ricordato però come un uso di un periodo inferiore comporti un maggior numero di falsi segnali e oscillazioni più pronunciate, mentre un periodo di tempo più lungo produce una linea più smussata nella quale le onde dell'oscillatore risultano molto meno movimentate.
Uno dei fattori più importanti dell'oscillatore momentum è il suo movimento in anticipo rispetto a quello del mercato. Prendiamo infatti per esempio un mercato in cui sta per esaurirsi la fase ribassista. Appena il nuovo movimento rialzista parte, l'oscillatore del momentum genererà un segnale d'acquisto dato dal fatto che l'ultimo prezzo segnato è superiore a quello di n giorni precedenti. Con l'avanzare della fase rialzista del mercato l'oscillatore segnalerà il ritmo di salita o discesa, ovvero indicherà con che velocità i prezzi si stanno muovendo al rialzo. È da notare però come il momentum si muova orizzontalmente anche nel caso in cui prezzi continuino a salire; questo avviene quando l'incremento dei prezzi nell'arco degli n giorni precedenti rimane invariato: i prezzi quindi continueranno la loro ascesa mentre l'oscillatore rimarrà orizzontale. Appena saranno evidenti i primi rallentamenti nel ritmo di crescita dei prezzi l'oscillatore inizierà lentamente a scendere creando quindi una prima divergenza ribassista (prezzi in aumento, anche se minore rispetto a prima, oscillatore già in discesa). Da questo esempio si può comprendere come l'oscillatore momentum si muova in leggero anticipo rispetto ai prezzi: questo fattore è certamente un vantaggio che l'analista tecnico ha a sua disposizione, ma va ricordato che come tutti gli altri strumenti va saputo utilizzare per poterne trarre davvero utili indicazioni.

## Segnali e problemi

### Segnali generati dal momentum
Come è detto nella pagina generale degli oscillatori e indicatori, vi sono vari tipi di segnale generati. Il momentum, essendo formato da una sola linea, non potrà certo dare segnali derivati da incroci.
Il grafico del momentum presenta la linea di riferimento dello zero. Molti analisti tecnici considerano come segnale d'acquisto il superamento al rialzo della linea dello zero, mentre l'incrocio al ribasso genera un segnale di vendita. Ciò nonostante va riaffermato che l'analisi della tendenza primaria del mercato rappresenta sempre la prima cosa da individuare e l'analisi degli oscillatori non deve diventare una giustificazione per andare contro tale tendenza. Di conseguenza si potranno aprire operazioni long solo inserite in una tendenza primaria impostata a rialzo.

### Limitazione
Uno dei problemi relativi all'utilizzo del momentum consiste nell'assenza di una banda superiore ed inferiore. Come descritto nella pagina generale degli oscillatori moltissimi di questi si muovono in una banda orizzontale ma per molti di essi, quale il momentum, è impossibile stabilire un intervallo ben preciso. Questo fa sì che non vi sia una rigorosa regola da rispettare per individuare le aree di eccesso del mercato; nel corso degli anni quindi è stata definita come soluzione più efficiente per ovviare a questo problema dell'individuazione delle zone di ipercomprato e ipervenduto, ovvero situazioni estreme del mercato, l'analisi dei movimenti passati dell'oscillatore, ovvero un'analisi visiva. Si identificheranno le aree estreme toccate nel tempo dall'oscillatore creando così una banda d'escursione che può definirsi quasi fissa, ma bisognerà seguirne l'evoluzione nel tempo ed eventualmente rivedere questo intervallo nel caso in cui le oscillazioni dovessero variare di molto da questi valori.